# Donjeux (Mosella)
Donjeux è un comune francese di 104 abitanti situato nel dipartimento della Mosella nella regione del Grand Est.

## Società

### Evoluzione demografica
Abitanti censiti